# Загорье (Струго-Красненский район)
За́горье — нежилая упразднённая деревня в Струго-Красненском районе Псковской области России. Находится на территории сельского поселения «Марьинская волость».

## География
Находится на северо-востоке региона, в северо-западной части района, в лесной местности на руч. Хлебный, в 3 км к северо-западу от дер. Заручевье.

## История
Первое упоминание — 1571 г., дер. Загорье Быстреевского погоста Шелонской пятины.
Снят с учёта решением Облисполкома № 398 от 12.11.1979.
Обезлюдела в 1983 году.
Позднее, согласно Закону Псковской области от 28 февраля 2005 года, некоторое время деревня Загорье ошибочно числилась в составе образованной.

## Население
| 2001 |
| ---- |
| 0    |

## Инфраструктура
В 1932-41 гг. и в 1944-50 гг. Загорье и Заручевье составили колхоз «Пролетарская победа». Действовала (1966) овцеводческая ферма Загорье колхоза имени Кирова.

## Транспорт
Просёлочные дороги.